# Pierre Frieden
Pierre Frieden (Mertert, 28 ottobre 1892 – Zurigo, 23 febbraio 1959) è stato un politico lussemburghese.
È stato primo ministro dal 29 marzo 1958 al 23 febbraio 1959. Il suo partito d'appartenenza era il Partito Popolare Cristiano Sociale.